# Cyphon ruficollis
Cyphon ruficollis är en skalbaggsart som först beskrevs av Thomas Say 1825.  Cyphon ruficollis ingår i släktet Cyphon och familjen mjukbaggar. Inga underarter finns listade i Catalogue of Life.